# Уитфилд, Эван
Э́ван Ди́лан Уи́тфилд (англ. Evan Dylan Whitfield; родился 23 июня 1977 года в Финикс, Аризона) — американский футболист, защитник. Известен по выступлениям за «Чикаго Файр». Участник Олимпийских игр 2000 в Сиднее.

## Клубная карьера
Уитфилд начал карьеру, выступая за футбольную команду университета Дьюка на протяжении трёх лет.
В 1999 году Эван был выбран на драфте клубом «Чикаго Файр», но решил попробовать свои силы в Европе и принял предложение бельгийского «Гента». Из-за высокой конкуренции он не смог пробиться в основу и спустя полгода вернулся в Чикаго, за который дебютировал в MLS. В 2000 и 2003 годах Уитфилд помог клубу выйти в финал Кубка MLS и завоевать Кубок Ламара Ханта. В 2005 году он покинул команду и перешёл в «Реал Солт-Лейк». В том же году Эван завершил карьеру. 

## Международная карьера
В 1999 году Уитфилд стал бронзовым призёром Панамериканских игр в Виннипеге. В 2000 году Эван в составе олимпийской сборной США принял участие в Олимпийских играх в Сиднее. На турнире он сыграл в матчах против команды Японии.

## Достижения
Клубные
 «Чикаго Файр»
- Обладатель Кубка Ламара Ханта — 2000
- Обладатель Кубка Ламара Ханта — 2003

Международные
 США (до 23)
- Панамериканские игры — 1999